# Ubaldo Aquino
Ubaldo Aquino (ur. 2 maja 1958) – paragwajski sędzia piłkarski. Sędziował dwa mecze Mundialu 2002 (Niemcy - Arabia Saudyjska i Szwecja – Senegal).